# آن س. نوبل
آن س. نوبل (بالإنجليزية: Ann C. Noble)‏ هي كيميائية أمريكية، ولدت في 1935. قامت آن باختراع «عجلة الرائحة» خلال الوقت الذي تواجدت فيه في قسم زراعة الكروم وعلم الخمور بجامعة كاليفورنيا دايفس، ويعزى إلى هذا الاختراع تحسين الفهم العام للناس عن تذوق النبيذ ووصفات تذوق النبيذ. وكانت نوبل أول امرأة تعين كعضوة في هيئة التدريس في قسم زراعة الكروم خلال فترة عملها في جامعة كاليفورنيا دايفس في عام 1974. وقد تقاعدت نوبل من جامعة دايفس في عام 2002 واطلق عليها لقب أستاذة فخرية في علم الخمور. وشاركت منذ تقاعدها كحكم في منافسة النبيذ لجريدة سان فرانسيسكو كرونيكل.

## سيرتها المهنية
بعد حصولها على شهادة الدكتوراه في علم الغذاء من جامعة ماساتشوستس في أمهرست، تم توظيف نوبل من قِبَل جامعة كاليفورنيا دايفس في عام 1974 لتعمل على برنامجهم للبحث الحسي. وبعد دراستها لتقنيات وتطبيقات تذوق النبيذ، اكتشفت نوبل عدم وجود هيكل موضوعي أو مصطلحات متفق عليها يمكن لمتذوق النبيذ أن يستخدمها لوصف الأشياء مثل روائح «ترابية» أو روائح مختلفة لفواكه متنوعة يمكن أن تظهر في النبيذ. وقد قادها بحثها إلى تطوير «عجلة الروائح» في عام 1984. وذهب عمل بحثي آخر إلى اتجاه كيفية تأثير رائحة ونكهة النبيذ على خيارات المستهلك بالإضافة إلى كيفية تمييز متذوقي النبيذ للمرارة فيه. بالإضافة إلى عملها على عجلة الرائحة، قامت نوبل أيضًا ببحث عن الإحصائيات متعددة المتغيرات للبيانات الحسية وتطبيقاتها. وقد نشرت أيضًا أكثر من 150 أوراق بحثية خلال وقت تواجدها هناك.

## عجلة الرائحة
توفر عجلة الرائحة رسمًا مرئيًا لتصنيفات ومكونات مختلفة للروائح التي من الممكن أن تصادف الشخص عند تذوقه للنبيذ. وتم توحيد المصطلحات المستخدمة لتستخدم من قبل المتذوقين المحترفين والهواة في آنٍ واحد. تُحدد الرائحة من قبل البصلة الشمية بواسطة استنشاق رائحة النبيذ، وتستخدم للتعرف على النكهات من العنب نفسه. وتشير كلمة باقة أزهار إلى المكونات التي بإمكانها أن تؤثر على النكهات، كالسكر، البلوط والحامض. ولا تحتوي عجلة الرائحة على مصطلحات لوصف بنية النبيذ أو الإحساس الذي يعطيه داخل الفم، ومع ذلك، فإن هذه العناصر مُدرجة فيما يسمى «عجلة الإحساس بالفم» الأسترالية. وهي عجلة رائحة منفصلة تم إنشاؤها أيضًا للنبيذ فوار. تُقسم العجلة روائح النبيذ إلى 12 تصنيف رئيسي ومن ثم تقسمهم إلى تقسيمات فرعية لروائح مختلفة يمكن إدراجها تحت تلك التصنيفات الرئيسية.
- كيميائية – يتضمن روائح مثل الكبريت والنفط
- لاذعة – روائح مثل الكحول
- مؤكسد – روائح مثل الأسيتالديهيد
- ميكروبيولوجية - روائح مثل الخميرة وحمض اللبنيك
- زهرية – روائح مثل اللقلقي واللينالول
- حارة - روائح مثل عرق السوس واليانسون
- فاكهية – روائح مثل الكشمش والمشمش
- نباتية – روائح مثل الأوكالبتوس والخرشوف
- مُكسراتية - روائح مثل الجوز والبندق
- متكرملة – روائح مثل دبس السكر والزبد الإسكتلندي
- خشبية - روائح في الغالب ينقلها البلوط مثل الفانيليا والقهوة
- ترابية - روائح مثل الفطر والعفن

أنشأ معهد النبيذ الألماني نسخة خاصة من عجلة الروائح باللغة الألمانية مصممة خصيصًا لتلائم النبيذ الألماني، مع عجلة للنبيذ الأبيض وأخرى للنبيذ الأحمر. ومع ذلك، فقد قاموا عند الترجمة بإزالة رائحة النفط (والتصنيف «الكيميائي» بشكل كامل) من عجلة النبيذ الأبيض، وعلى الرغم من حقيقة أن نبيذ ريسلينغ المعتق – نوع العنب الألماني المشهور ــ يعتبر أفضل مثال معروف من النبيذ بإظهاره لتلك الرائحة. ويبدو أن الدافع وراء حذف الإشارة إلى رائحة النفط هو أن العديد من المستهلكين يرون أنها رائحة «سلبية». وتم انتقاد خطوة المعهد هذه من قبل خبراء أجانب في النبيذ الألماني.

## ما بعد التقاعد
تُدَّرس نوبل حاليًا حصصًا محلية وعالمية. مع استمرارها في عملها كحكم في مسابقات النبيذ. وتشارك في الاجتماعات المتعلقة بالنبيذ، العلم، والتحليل الحسي (فرع من علم الإحصاء) في الولايات المتحدة الأمريكية وخارجها. وهي أيضًا تؤلف كتابًا عن التقييم الحسي للنبيذ.

## التكريمات
- 1994 : محاضرة أبحاث فخرية، الجمعية الأمريكية لزراعة الكروم وعلم الخمور[3]
- 2000 : جائزة الاستحقاق، جمعية النبيذ الأمريكية[3]
- 2001 : جائزة نساء مميزات في صناعة النبيذ في كاليفورنيا، مجلة ديكانتر[3]
- 2012 : واحدة من «أقوى 50 امرأة في النبيذ»، مجلة ذا درنكس بزنس[10]

## منشورات مختارة
- التكنولوجيا الحيوية والهندسة الحيوية - 1976 «رائحة نبيذ شيري»
- مجلة الكيمياء الزراعية والغذائية - 1980 «مرارة وعفوصة الفتات الفينولية في النبيذ»
- مجلة الكيمياء الزراعية والغذائية - 1980 «تحليل مساحة رأس النبيذ. استنساخ وتطبيق لتصنيف متنوع»
- المجلة الأمريكية لعلم الخمور وزراعة الكروم - 1990 «آثار تظليل الأوراق والعناقيد على تركيبة عنب الكابيرنيت ساوفيجنون وعلى الخصائص الحسّية للفواكه والنبيذ»
- مجلة الكيمياء الزراعية والغذائية - 1991 «توزيع أحاديات التربين الحرة والجليكوزيدية في قشرة ولب الثمرة من عنب مسقط الإسكندرية أثناء التطوير»
- المجلة الأمريكية لعلم الخمور وزراعة الكروم - 1994 «تأثير الإيثانول، تركيز الكاتشين، ودرجة الحموضة على حموضة ومرارة النبيذ»
- المجلة الأمريكية لعلم الخمور وزراعة الكروم - 1995«تطبيق إجراءات الشدة الزمنية لتقييم الطعم والإحساس الفموي»
- المجلة الأمريكية لعلم الخمور وزراعة الكروم - 2000 «تكوين كبريتيد الهيدروجين والغلوتاثيون أثناء تخمير عصير العنب الأبيض»
- مجلة الكيمياء الزراعية والغذائية - 2002 «توصيف المركبات ذات الرائحة الفعالة في نبيذ شاردونيه الكاليفورني باستخدام طرق الاستشراب الغازي-قياس الشم واستشراب غازي-مطياف كتلة»
- المجلة الأمريكية للتغذية السريرية - 2005 «البوليفينول: العوامل المؤثرة على خصائصها الحسية وتأثيراتها على تفضيلات الطعام والشراب»